# 다시로촌 (아키타현)
다시로촌(田代村)은 아키타현 오가치군에 있던 촌이다. 현재의 우고정 남서부에 해당한다.

## 역사
- 1889년 4월 1일 - 정촌제 시행에 의해 3촌의 구역으로 성립하였다.
- 1955년 4월 1일 - 니시모니아 정·니나리 촌·메이지 촌·모토니시모나이 촌·미와 촌·센도 촌의 1정 6촌이 합병해 우고 정이 성립해, 동일 다시로촌이 폐지되었다.